# Hylopetes nigripes
Hylopetes nigripes is een eekhoorn uit het geslacht Hylopetes die voorkomt op de Filipijnse eilanden Palawan en Bancalan (in Groot-Palawan). Er zijn twee ondersoorten, H. n. nigripes (Thomas, 1893) en H. n. elassodontus (Osgood, 1910). Dit dier komt voor in primair en secundair laaglandregenwoud, waar het nesten in boomholtes maakt. Er zijn ook twee exemplaren bekend uit sedimenten uit het laatste Pleistoceen (11130 jaar geleden). Deze grote vliegende eekhoorn komt vrij algemeen voor. Door de IUCN wordt de soort als "gevoelig" (NT) beschouwd, maar "onzeker" (DD) is mogelijk een betere status.